# ال اشنایدر
ال اشنایدر (انگلیسی: Al Schneider; ۱۶ مارس ۱۹۰۷ – ۲ مارس ۱۹۸۳) کارآفرین اهل ایالات متحده آمریکا بود، که در سال ۱۹۳۵ شرکت اشنایدر نشنال را تأسیس کرد.